# Zenith Minisport
El Zenith MiniSport, lanzado en 1989 por Zenith Data Systems, fue un pequeño laptop que contrastaba por su (entonces) pequeño tamaño con el resto de equipos disponibles. Se comercializaron 3 variantes :
- ZL-1 : 1 MiB RAM
- ZL-2 : 2 MiB RAM
- ZL-1 HD : 1 MiB RAM y disco duro de 20 MB

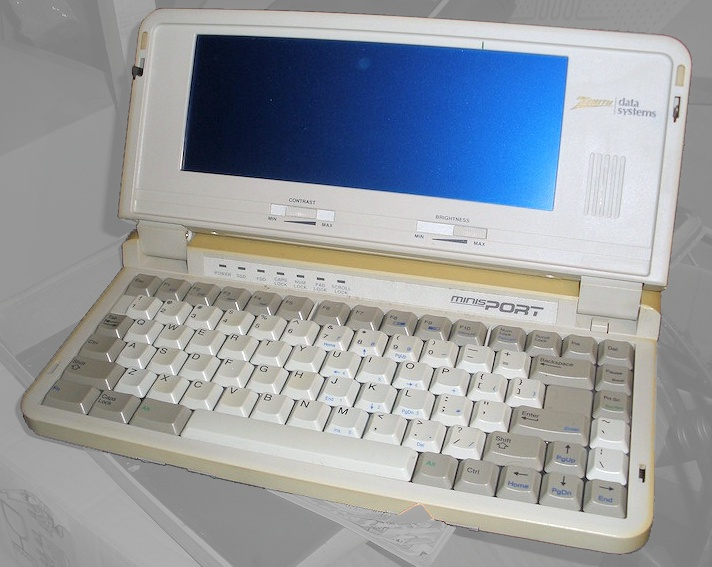
Zenith MiniSPORT

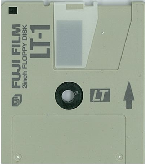
disquete de 2 pulgadas

Este portátil destaca por dos motivos : es uno de los primeros con el MS-DOS en ROM ( MS-DOS 3.3 Plus; se ve como C:\) comunicándose mediante cable de módem nulo con los PC de sobremesa (al igual que con el Interlink/Interserver del MS-DOS 5.0 ROM, la utilidad FastLynx LX va dando instrucciones para copiarse por el puerto serie al otro PC y poder luego arrancarlo), y la extraña elección de Zenith de una unidad de disco externa de 2 pulgadas. Esta unidad, desarrollada por Fuji para una cámara digital, tiene la misma capacidad que una de 3,5, lo que reduce el tamaño del equipo y del soft transportado, pero su uso como unidad externa (en una caja metálica con fuente integrada y por ello pesada) está restringida a la gama MiniSport y Laptop 286 (no obstante puede conectarse una unidad de 3,5 externa). Actualmente son muy difíciles de localizar.
Se dividen en dos tipos según tengan el floppy de 2 o un disco duro de 2,5 pulgadas (estos últimos además tienen el micro a 10 MHz en modo turbo). Dos CR2430 se encargan de mantener la RAM baterizada (puede configurarse para que el RAMDISK se preserve también por estas pilas).
El equipo presenta varios problemas, siendo los más normales la fuente de alimentación y el puerto serie. Ante el nivel casi nulo de soporte, los usuarios comienzan a intercambiar experiencias, modificaciones... y se acaba recogiendo en un archivo que se sube a Simtel y otros servidores FTP como el Zenith Minisport Newsletters.

## Detalles Técnicos
- CPU: Intel 80C88 CMOS a 4,77 u 8 MHz (ZL-1 8 MHz, ZL-1H 10 MHz), conmutables por software
- ROM : 64 KiB
- RAM : 1 o 2 MiB dependiendo del modelo
- VRAM : 16 KiB de la tarjeta gráfica CGA
- Carcasa : de portátil en plástico blanco 31,5 cm x 24,80 cm x 3,20 cm con la pantalla cerrada 19,70 cm abierta (12.5" x 9.8" x 1.29" pulgadas cerrado , 7.75" abierto). Pesa 2,7 kg ( 5.9 libras) con la batería. En el lado derecho, unidad de disquete de 2 pulgadas. En la trasera, toma de alimentación, puerto de monitor CGA/MDA, puerto serie y puerto paralelo.
- Teclado integrado QWERTY/AZERTY/QWERTZ de 81 teclas en blanco/gris con todas las teclas del PC
- Pantalla integrada retroiluminada de niveles de gris, soporta todos los modos del chip de vídeo.
- Tarjeta gráfica : chipset CGA/MDA con los siguientes modos :
  - 00h : Texto 40 x 25 con 2 colores (8x8)
  - 01h : Texto 40 x 25 con 2 colores (8x8)
  - 02h : Texto 80 x 25 con 16 colores (8x8)
  - 04h : Gráfico 320 x 200 con 4 colores
  - 05h : Gráfico 320 x 200 con 4 colores
  - Gráfico 640 x 200 monocromo
- Almacenamiento
  - Una unidad de disquete de 2 pulgadas y 720 KiB
  - Una unidad de disquete externa de 3,5 pulgadas y 1440 KiB
  - Un disco duro de 20 MB en el modelo HD
- Conectores:
  - Dos puertos RS-232 en formato DE-9
  - Puerto paralelo de Impresora DB-25
  - Conector DE-9 de monitor CGA externo
  - Fuente de alimentación externa
- Sistema operativo : MS-DOS 3.3 Plus en ROM

## Atribución
Este artículo se basa inicialmente en una página de El Museo e los 8 Bits